# Sinularia erecta
Sinularia erecta is een zachte koraalsoort uit de familie Alcyoniidae. De koraalsoort komt uit het geslacht Sinularia. Sinularia erecta werd in 1945 voor het eerst wetenschappelijk beschreven door Tixier-Durivault. 